# Honoriusz IV
Honoriusz IV (łac. Honorius IV, właśc. Giacomo Savelli ur. w 1210 w Rzymie, zm. 3 kwietnia 1287) – papież w okresie od 2 kwietnia 1285 do 3 kwietnia 1287.

## Życiorys

### Wczesne życie
Urodził się w Rzymie, w arystokratycznej rodzinie Savelli. Jego ojciec Luca Savelli oraz brat Pandolfo Savelli byli rzymskimi senatorami, natomiast drugi brat Giovanni był podestą Urbino i zmarł przed 1279. Natomiast postulowane jeszcze do niedawna bliskie pokrewieństwo z papieżem Honoriuszem III (1216–1227) jest przez współczesnych mediewistów jednoznacznie odrzucane, gdyż przypisanie Honoriusza III do rodu Savelli oparte jest na szesnastowiecznych fałszerstwach autorstwa Onufrio Panvinio, historyka w służbie rodu Savelli oraz Alfonso Ceccarelliego, autora wielu falsyfikatów. W rzeczywistości Honoriusza III łączy się obecnie z rodziną Capocci.
Giacomo Savelli odbył studia prawnicze w Paryżu i po ich ukończeniu (najpóźniej 1249) wstąpił na służbę u angielskiego kardynała Jana z Toledo. Od 1254 był papieskim kapelanem i subdiakonem. W grudniu 1261 roku papież Urban IV mianował go kardynałem diakonem Santa Maria in Cosmedin. Został też mianowany prefektem Toskanii i dowódcą wojsk papieskich. W 1265 roku był jednym z legatów papieskich na ceremonię nadania królestwa Sycylii Karolowi z Anjou. Podpisywał bulle papieskie między 23 stycznia 1262 a 5 maja 1274. Uczestniczył w drugim Soborze w Lyonie w 1274 oraz we wszystkich papieskich elekcjach w latach 1264-1285. W 1276 był legatem w Viterbo. Od 1277 roku był protodiakonem Świętego Kolegium Kardynałów. Wybrano go na papieża w dniu 2 kwietnia 1285; przybrał imię Honoriusz IV. Dopiero po wyborze 19 maja 1285 roku, blisko 75-letni elekt otrzymał święcenia kapłańskie, a następnie sakrę biskupią z rąk kardynała Latino Malabranca Orsini (20 maja 1285). W momencie wyboru był już niemal całkowicie sparaliżowany i chory na podagrę.

### Pontyfikat
Wybór Honoriusza IV, rodowitego Rzymianina, był reakcją na skrajnie profrancuską i proandegaweńską politykę jego poprzednika, Francuza Marcina IV, niepopularnego wśród rzymian. Honoriusz IV był bardziej pokojowo usposobiony, niż Marcin IV i bez przeszkód powrócił z kurią do Rzymu. W trwającym od 1282 konflikcie między Andegawenami i Aragonią o Sycylię, nie wycofał oficjalnego poparcia Stolicy Apostolskiej dla Andegawenów. Poparł króla Francji, Filipa III w sporze z królem Aragonii, Piotrem III. Jednak po śmierci ich obu (jesień 1285), nowym królem Aragonii został Alfons III, a na króla Sycylii koronował się jego brat, Jakub II. Dzięki mediacji angielskiego króla, Edwarda I, Francja i Aragonia podpisały zawieszenie broni, ale mimo to, papież nie cofnął ekskomuniki nałożonej na Alfonsa X, a dodatkowo ekskomunikował Jakuba II. Gdy następca Karola I, Karol II Andegaweński, został wzięty do niewoli i zrzekł się praw do tronu sycylijskiego, Honoriusz odmówił uznania tegoż zrzeczenia, zawartego w Barcelonie w lutym 1287 roku. Pod koniec pontyfikatu rozpoczął nawet negocjacje pokojowe z Alfonsem III, niesfinalizowane jednak przed jego śmiercią.
W polityce wewnętrznej w Państwie Kościelnym Honoriuszowi udało się w dużym stopniu opanować zbuntowane tereny w Romanii, Marche i Spoleto, dotąd kontrolowane przez hrabiego Guido z Montefeltro. Dzięki swemu rzymskiemu pochodzeniu, nie miał większych problemów z ludnością Wiecznego Miasta, odmiennie niż jego, pochodzący z Francji, poprzednik.
Honoriusz IV planował zorganizowanie nowej krucjaty, jednak podobnie jak wiele innych tego typu projektów w owym czasie nie doszło do jego realizacji. Nadał nowe przywileje zgromadzeniom zakonnym (franciszkanom, dominikanom, karmelitom i augustianom). Ustanowił inkwizycję na Sardynii. Popierał nauczanie języków orientalnych na Uniwersytecie Paryskim z myślą o ewangelizacji Bliskiego Wschodu. Mianował jednego kardynała na konsystorzu 22 grudnia 1285 – został nim jego kuzyn Giovanni Boccamazza, mianowany kardynałem-biskupem Frascati oraz legatem papieskim w Niemczech, Polsce i Skandynawii. Reprezentował on papieża, na sejmiku w Würzburgu (marzec 1287), gdzie miał być ustalony kolejny termin koronacji cesarskiej króla Niemiec, Rudolfa I (do której ostatecznie nie doszło).

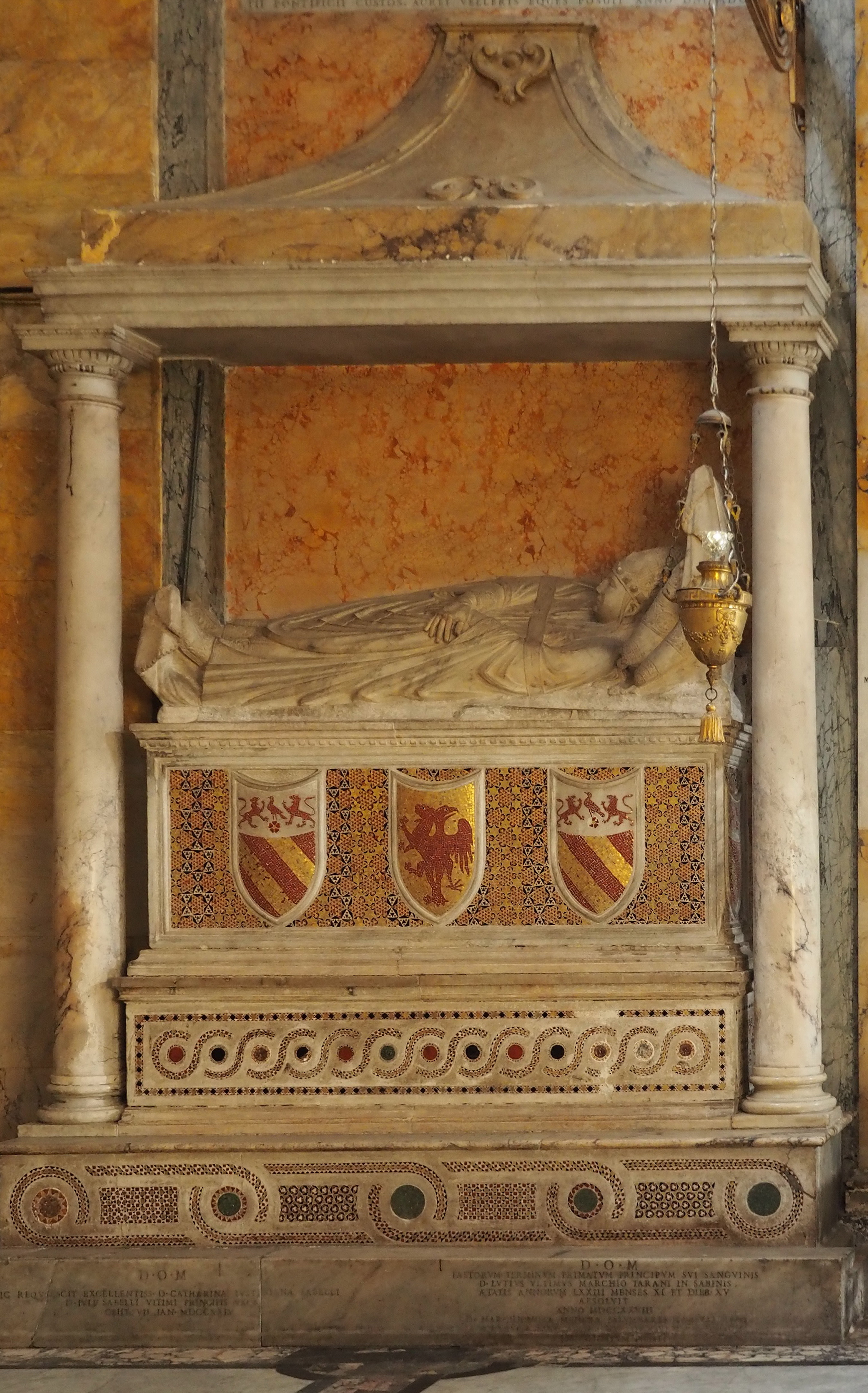
Grób Honoriusza IV w Santa Maria in Aracoeli

Honoriusz IV zmarł 3 kwietnia 1287 i został pochowany w kościele S. Maria in Aracoeli w Rzymie.